# Château de Bourran
Le château de Bourran est un château situé sur la commune de Mérignac, dans le département de la Gironde. Il est situé dans le parc de Bourran.

## Historique
Au XVIIe siècle, les Bourran, une famille de parlementaires bordelais en fit son lieu de villégiature entouré d'un vignoble, pour déguster son propre vin, comme il était de bon ton à cette époque, puis les Minimes de Bordeaux s'installèrent sur le domaine.
Au XVIIIe siècle, le domaine viticole et sa chartreuse appartenait au marquis de Cazeaux, président à mortier du Parlement de Bordeaux, et, depuis 1768, à François-Armand de Saige, richissime négociant et parlementaire, maire de Bordeaux en 1791. Le domaine de Bourran est alors intégré dans un système beaucoup plus large puisque son propriétaire y contrôlait tout, de la production à la vente des vins destinés essentiellement à être exporter vers les Antilles.
Saige est guillotiné en 1793 et le domaine, vendu comme bien national en 1793, appartiendra à Louis Marcotte de Quivières, maire de Mérignac, conseiller général de Gironde et ancien sous-préfet. Il fut acquis en 1865 par l'armateur Émile Ravesies et son gendre, le banquier bordelais Léopold Piganeau.
Ravesies fit raser la chartreuse du XVIIIe siècle et bâtir en 1870 l'édifice actuel, d'inspiration classique, par Jules et Paul Lafargue.
Aujourd'hui propriété du département, le château abrite l'INSPE de l'académie de Bordeaux (anciennement École normale d'instituteurs puis IUFM, ESPE d'Aquitaine).

Le parc est aménagé par le paysagiste Louis Le Breton. En 1992, le château et le parc sont inscrits aux monuments historiques.

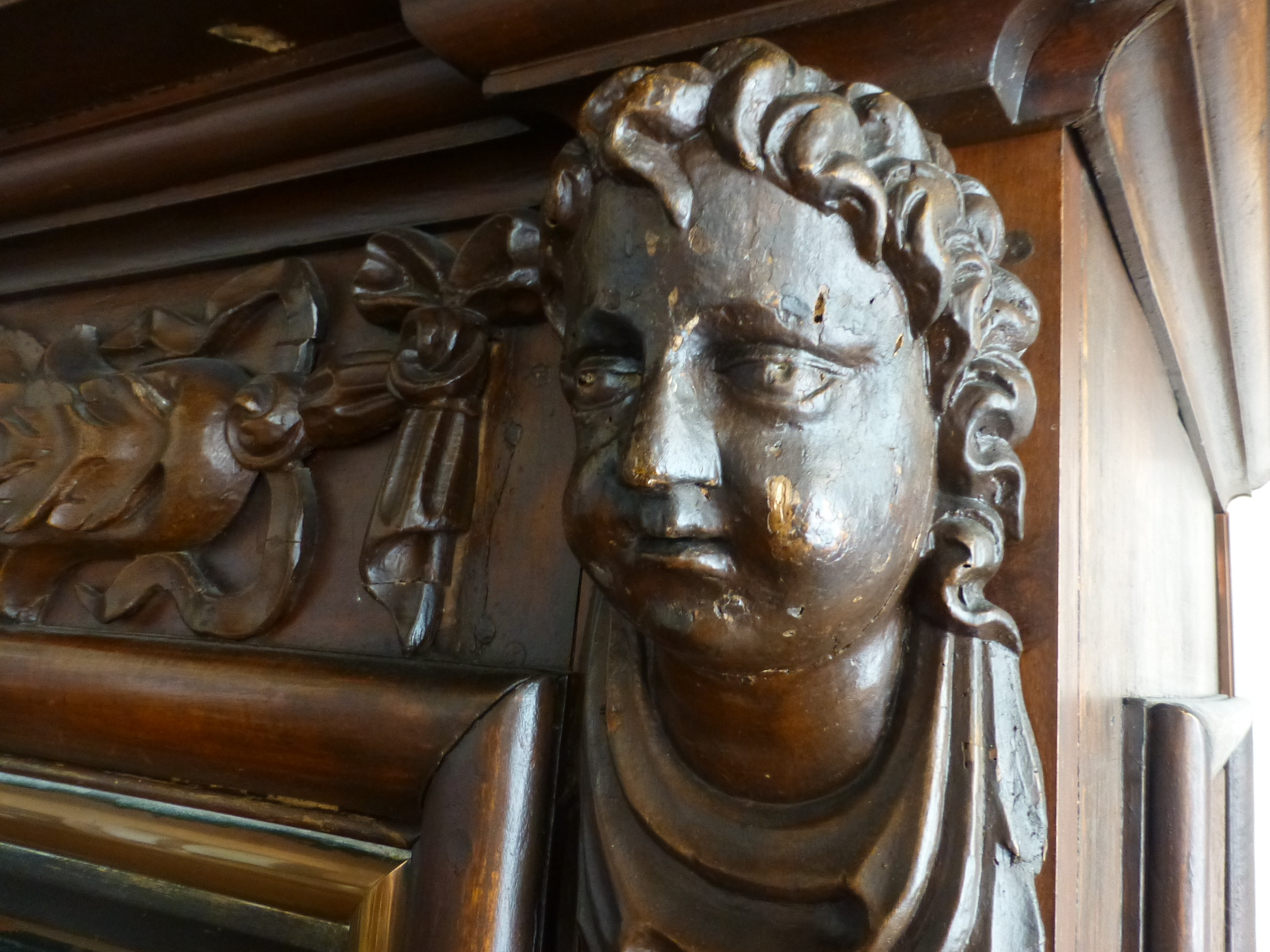
Boiserie de cheminée

## Architecture
De plan rectangulaire, il se compose de cinq corps de bâtiment, le corps central et les deux ailes de part et d'autre étant dans le même alignement.
Le sculpteur Tapiau fit des éléments de décoration : les pièces sont ornées de décors peints et de boiseries.

## Éléments protégés
Le château et le parc sont inscrits au titre des monuments historiques depuis le 9 janvier 1992.